# Fayes komet
Fayes komet eller 4P/Faye är en periodisk komet upptäckt 25 november 1843 av Hervé Faye vid det Kungliga Observatoriet i Paris.
Man fick först syn på kometen den 23 november, men dåligt väder gjorde att upptäckten inte kunde bekräftas förrän den 25:e. Den hade passerat perihelium en månad innan upptäckten då den kom så nära Jorden att den blev tillräckligt synlig för observation. Otto Wilhelm von Struve rapporterade att kometen var synlig för blotta ögat vid slutet av november och förblev synligt för mindre teleskop fram till 10 januari 1844 och försvann till slut även för större teleskop 10 april 1844.
1844 beräknade Thomas Henderson att kometen var kortperiodisk. I maj hade man räknat ut att omloppstiden var 7,43 år.
Urbain J.J. Leverrier beräknade positionen för framträdandet 1851 och förutsade att den skulle nå perihelium i april 1851. Kometen hittades nära sin förutsagda position 28 november 1850 av James Challis.
Kometen observerades inte under sina framträdanden 1903 och 1918 på grund av ofördelaktiga observationsförhållanden. 2006 nådde kometen en skenbar magnitud på +9.